# Ping An Finance Centre
Le Ping An International Finance Centre (chinois : 平安金融中心 ; pinyin : píng'ān jīnróng zhōngxīn)  dit Ping An Finance Centre (Ping An IFC) est un gratte-ciel de 599 mètres achevé de construire en 2017 et situé à Shenzhen, dans la province du Guangdong, en Chine. 
Lors de son achèvement, il était le quatrième plus haut gratte-ciel du monde et le plus haut de la ville.

## Situation
L'immeuble s'élève dans le quartier des affaires du district de Futian.

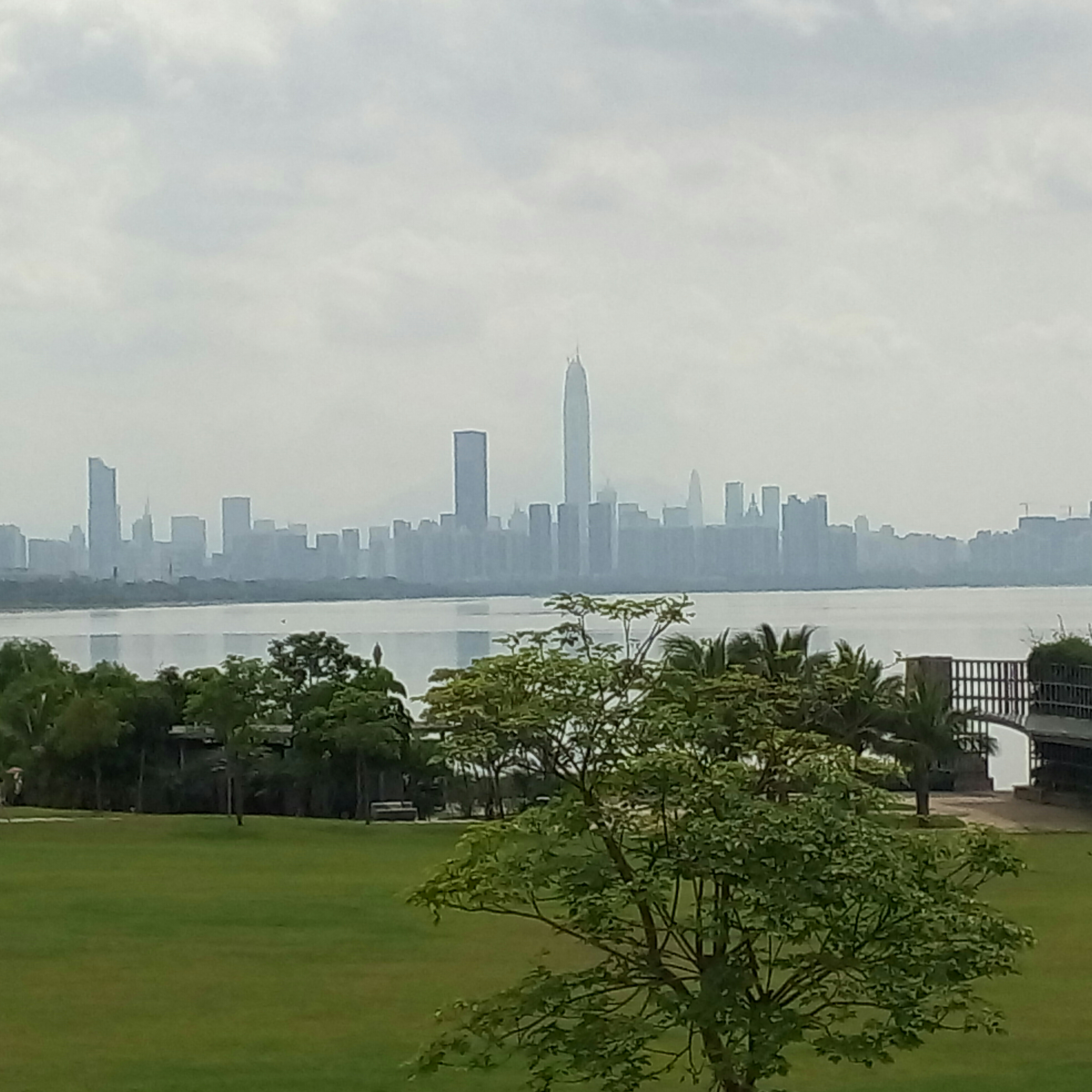
Vue sur Shenzhen avec le Ping An IFC se démarquant comme le plus grand bâtiment.

## Construction
L'édifice est construit pour le compte de Ping An Insurance sur les plans du cabinet d'architectes Kohn Pedersen Fox.
Le projet initial prévoyait la construction d'une antenne qui aurait porté la hauteur totale de l'édifice à 660 mètres, mais en raison des restrictions de hauteur dues à la proximité de l'aéroport, il a atteint sa hauteur définitive de 599 mètres en 2015.

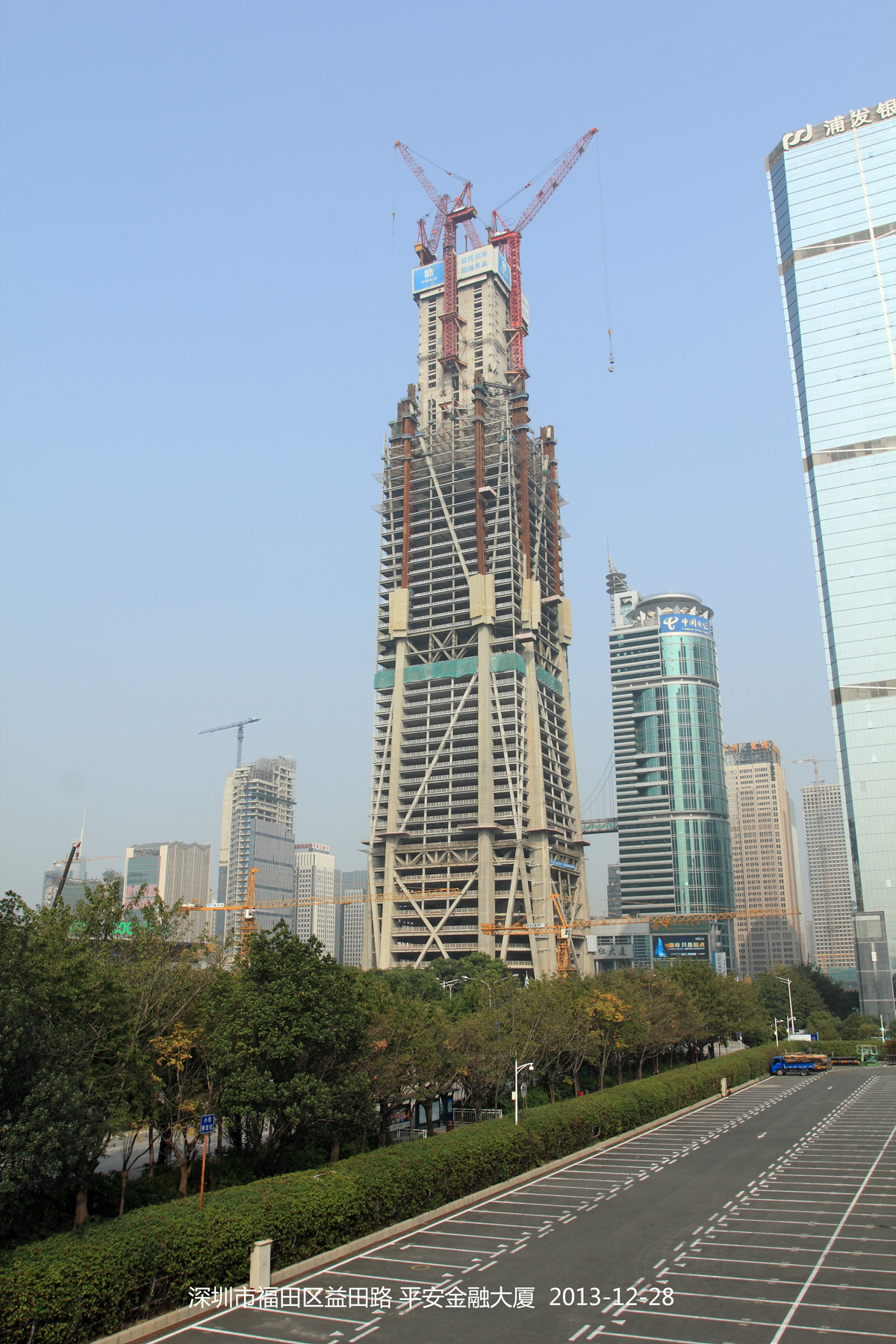
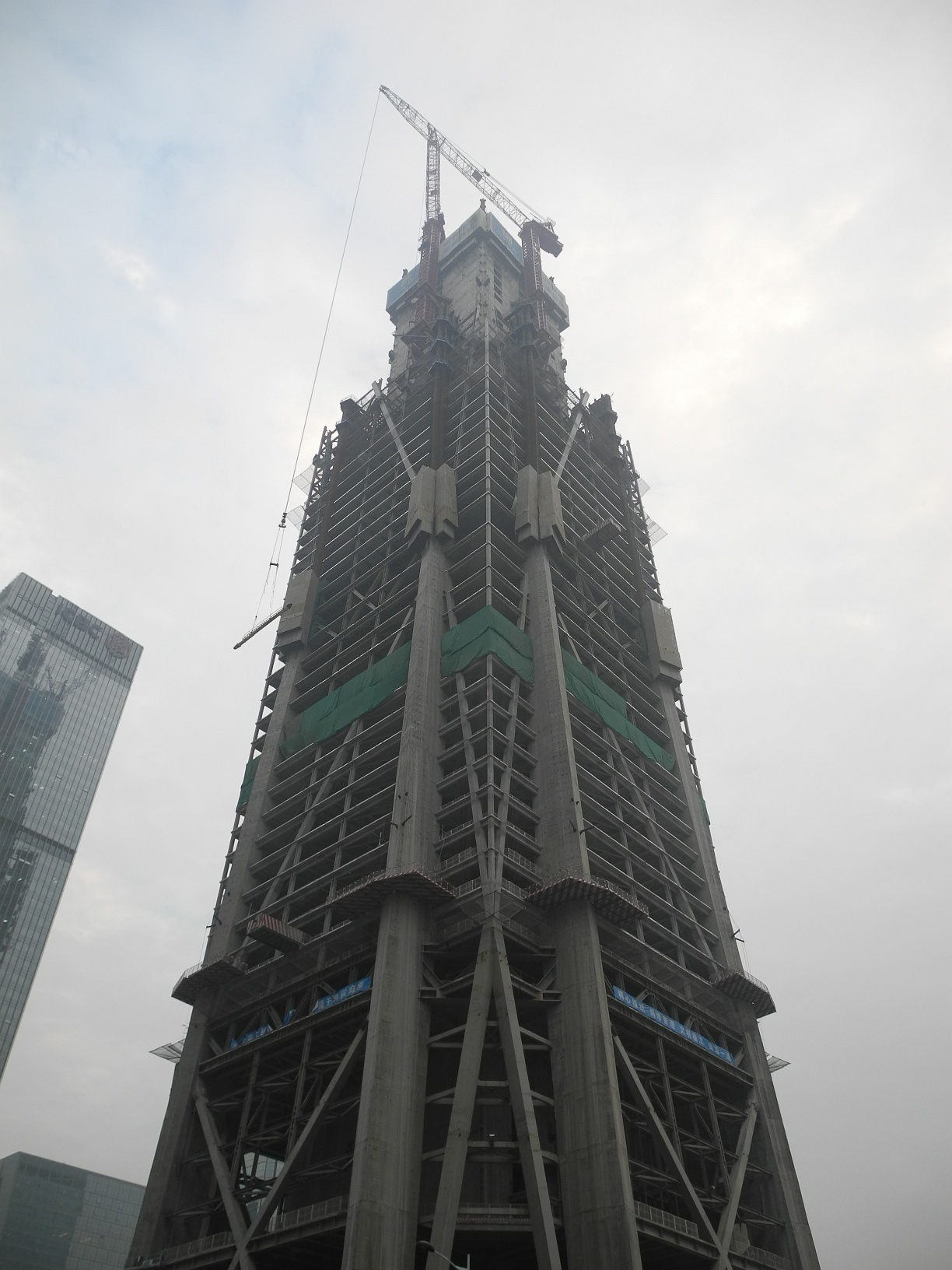
décembre 2013
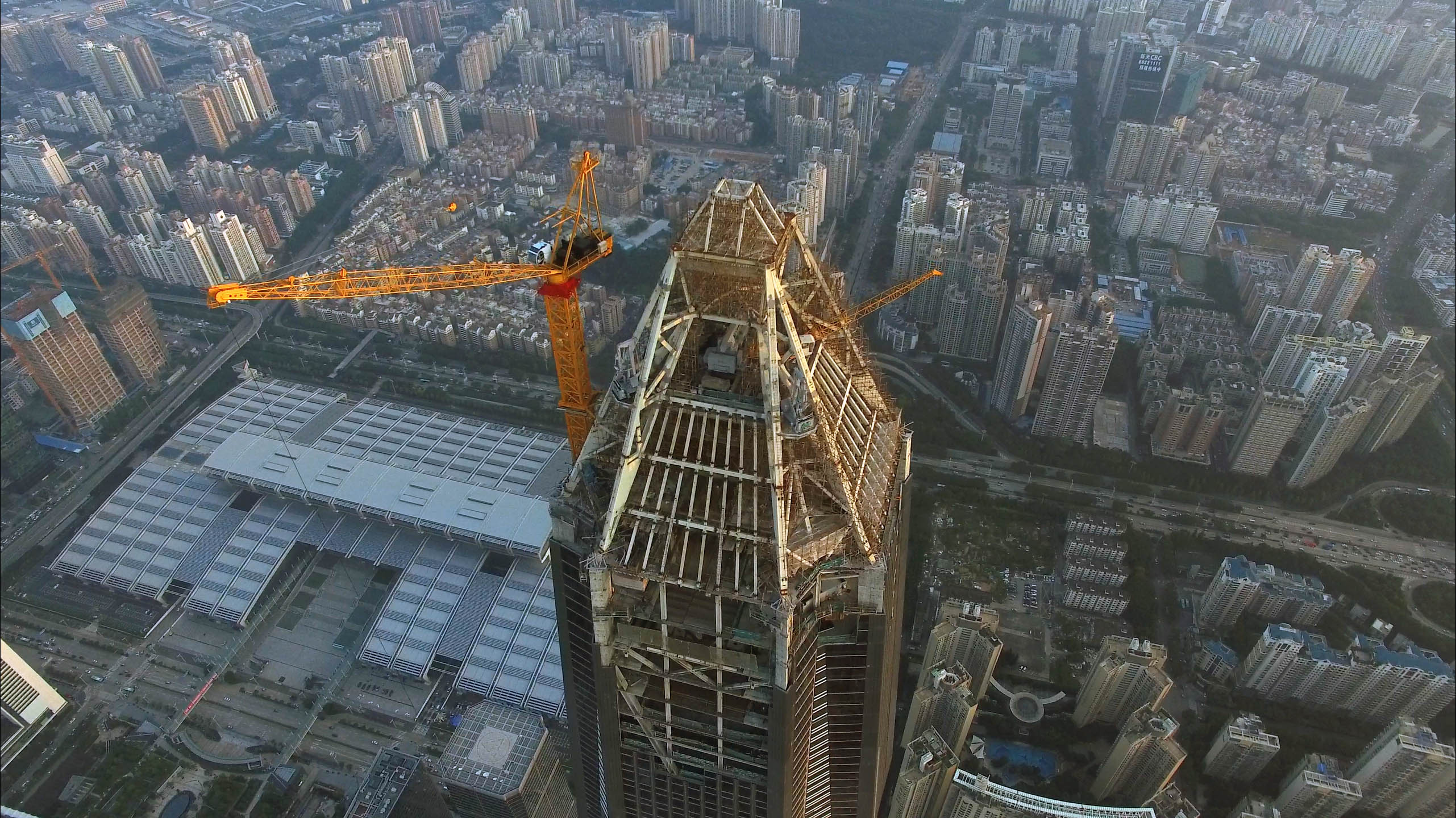

## Divers
Il a été escaladé par l'équipe de Ontheroofs.